# Morti nel 1735
| Questa pagina contiene informazioni ricavate automaticamente dalle voci biografiche con l'ausilio del template Bio e di un bot. L'aggiornamento è periodico e automatico e ricostruisce completamente la pagina. Se manca una persona in questa lista, sei pregato di non aggiungerla, ma accertati piuttosto che la sua voce biografica contenga il template Bio e che i dati anagrafici siano correttamente compilati. Se il template Bio manca, inseriscilo tu stesso o, in alternativa, metti l'avviso {{tmp\|Bio}} che ne segnala la mancanza. Se i dati riportati sono sbagliati, correggi direttamente la voce biografica; le modifiche saranno visibili in questa lista entro pochi giorni. Per chiarimenti vedi il progetto biografie. La lista contiene solo le 72 persone che sono citate nell'enciclopedia e per le quali è stato implementato correttamente il template Bio. Pagina aggiornata al 18 mag 2025. |

## Gennaio(4)
- 5 gennaio - Carlo Ruzzini, doge (n. 1653)
- 11 gennaio - Danilo I Šćepčev Petrović-Njegoš, vescovo ortodosso serbo (n. 1670)
- 13 gennaio - Polissena d'Assia-Rheinfels-Rotenburg, principessa (n. 1706)
- 18 gennaio - Maria Clementina Sobieska, principessa polacca (n. 1702)

## Febbraio(4)
- 3 febbraio - Cristiano III del Palatinato-Zweibrücken, nobile tedesco (n. 1674)
- 7 febbraio - Niccolò Forteguerri, poeta e presbitero italiano (n. 1674)
- 8 febbraio - Giuseppe Groppelli, scultore italiano (n. 1675)
- 27 febbraio - John Arbuthnot, statistico, medico e scrittore scozzese (n. 1667)

## Marzo(9)
- 1º marzo - Luigi Rodolfo di Brunswick-Lüneburg, duca tedesco (n. 1671)
- 4 marzo - Antonio Beduzzi, architetto e pittore italiano (n. 1675)
- 7 marzo - Michał Zdzisław Zamoyski, nobile e politico polacco (n. 1679)
- 11 marzo - Celeste Gismondi, soprano italiana
- 13 marzo - Giuseppe Del Papa, medico italiano (n. 1648)
- 13 marzo - Sofia Edvige di Danimarca, principessa danese (n. 1677)
- 15 marzo - Fulvio Gherli, medico e alchimista italiano (n. 1670)
- 26 marzo - Edvige di Schleswig-Holstein-Sonderburg-Wiesenburg, duchessa tedesca (n. 1721)
- 27 marzo - Ján Baltazár Magin, presbitero, poeta e storico slovacco (n. 1681)

## Aprile(4)
- 5 aprile - William Derham, filosofo, teologo e scienziato inglese (n. 1657)
- 8 aprile - Francesco II Rákóczi, militare, condottiero e patriota ungherese (n. 1676)
- 12 aprile - Nicola Gaetano Spinola, cardinale e arcivescovo cattolico italiano (n. 1659)
- 13 aprile - Michael Altherr, politico e agricoltore svizzero (n. 1681)

## Maggio(1)
- 17 maggio - Giorgio Federico Carlo di Brandeburgo-Bayreuth, sovrano (n. 1688)

## Giugno(3)
- 10 giugno - Thomas Hearne, antiquario inglese (n. 1678)
- 11 giugno - Agostino Pantò, teologo, oratore e giurista italiano (n. 1675)
- 22 giugno - Pirro Albergati, compositore italiano (n. 1663)

## Luglio(8)
- 5 luglio - José de Antequera y Castro, politico e rivoluzionario spagnolo (n. 1689)
- 15 luglio - Robert de Cotte, architetto francese (n. 1656)
- 16 luglio - Maria Carolina del Liechtenstein, principessa austriaca (n. 1694)
- 20 luglio - Ejima Kiseki, scrittore giapponese (n. 1666)
- 24 luglio - Francesco Gaetano Gonzaga, nobile italiano (n. 1673)
- 26 luglio - Vincenzo Antonio Alemanni Nasi, arcivescovo cattolico, letterato e diplomatico italiano (n. 1679)
- 27 luglio - Adolf Bernard von Martinitz, nobile e politico austriaco (n. 1680)
- 29 luglio - Sofia Luisa di Meclemburgo-Schwerin, regina (n. 1685)

## Agosto(2)
- 9 agosto - Edvige di Meclemburgo-Güstrow, nobildonna tedesca (n. 1666)
- 15 agosto - Annibale Maffei, generale e diplomatico italiano (n. 1666)

## Settembre(7)
- 2 settembre - Ferdinando Alberto II di Brunswick-Lüneburg, duca (n. 1680)
- 12 settembre - Cleria Cesarini, nobildonna italiana (n. 1655)
- 15 settembre - Giovanni Bolla, pittore italiano (n. 1650)
- 18 settembre - Justus van Effen, scrittore olandese (n. 1684)
- 24 settembre - Petr Brandl, pittore boemo (n. 1668)
- 27 settembre - Diana Spencer, nobile britannica (n. 1710)
- 29 settembre - Antonio Dardani, pittore italiano (n. 1677)

## Ottobre(4)
- 8 ottobre - Jean Baptiste Martin, pittore, decoratore e disegnatore francese (n. 1659)
- 8 ottobre - Yongzheng, imperatore cinese (n. 1678)
- 19 ottobre - Giacinto Gimma, abate e critico letterario italiano (n. 1668)
- 25 ottobre - Charles Mordaunt, III conte di Peterborough, politico e militare inglese (n. 1658)

## Novembre(6)
- 1º novembre - Giacomo Antonio Ponsonelli, scultore italiano (n. 1654)
- 2 novembre - Šimon Brixi, compositore e organista ceco (n. 1693)
- 14 novembre - Federico Guglielmo di Hohenzollern-Hechingen, principe (n. 1663)
- 29 novembre - Donato Giuseppe Frisoni, architetto e stuccatore italiano (n. 1683)
- 29 novembre - Thomas Hamilton, VI conte di Haddington, nobile e politico scozzese (n. 1680)
- 29 novembre - Bernardo Francisco de Hoyos de Seña, presbitero e mistico spagnolo (n. 1711)

## Dicembre(4)
- 16 dicembre - Albrecht Konrad Finck von Finckenstein, generale prussiano (n. 1660)
- 21 dicembre - Adeodato Summantico, religioso e vescovo cattolico italiano (n. 1658)
- 23 dicembre - Hermann Korb, architetto tedesco (n. 1656)
- 30 dicembre - Pëtr Lasinius, esploratore svedese (n. 1700)

## Senza giorno specificato(16)
- Pompeo Aldrovandini, pittore italiano (n. 1677)
- Giuseppe Benaglio, giurista, scrittore e storico italiano (n. 1668)
- Lorenzo Centurione, doge (n. 1645)
- Perkeo, giullare austriaco (n. 1702)
- Jacob Denner, tedesco (n. 1681)
- Jean Dun, cantante lirico francese
- Nunzio Ferraiuoli, pittore italiano (n. 1660)
- Giovanni Antonio Giustiniani, doge (n. 1676)
- François Leguat, esploratore e naturalista francese
- Robert Lurting, politico statunitense
- Krzysztof Peucker, scultore polacco (n. 1662)
- Carlo Federico Pietrasanta, architetto italiano (n. 1660)
- Giuseppe Ignazio Provana di Collegno, politico italiano
- Leonardo Sconzani, pittore e miniatore italiano (n. 1695)
- Giacomo Zanetti, architetto italiano (n. 1698)
- Lorenzo del Moro, pittore italiano (n. 1677)